# 강북구
강북구(江北區)는 대한민국 서울특별시 북동부에 있는 자치구이다(1995년 도봉구에서 분리). 구 전체 면적은 23.60km2(서울시 면적의 약 3.90%)로 그 중 공원녹지 지역이 12.922km2로 구 전체면적의 54.8%를 차지한다. 북동쪽으로는 도봉구, 동쪽으로는 노원구, 남쪽으로는 성북구, 서쪽으로는 경기도 고양시, 북쪽으로는 경기도 양주

## 역사
- 1995년 3월 1일 도봉구 중 미아동, 번동, 수유동, 우이동 지역을 관할하는 18개 행정동으로 강북구 설치.[2]
- 1998년 9월 28일 미아6동과 미아7동을 통합, 미아6·7동이 되어 17개의 행정동이 됨.
- 2008년 6월 30일 미아1~9동, 수유4~6동의 지역을 삼양동(미아1,2동), 송천동(미아5,8동), 송중동(미아4,9동), 삼각산동(미아6,7동), 미아동(미아3동), 인수동(수유5,6동), 우이동(수유4동)으로 통합, 변경하여 13개의 행정동이 됨.
- 2019년 1월 1일 수유제1동, 수유제2동, 수유제3동, 번제1동, 번제2동, 번제3동이 수유1동, 수유2동, 수유3동, 번1동, 번2동, 번3동으로 각각 개칭되었다.

## 지리
강북구 면적은 23.61km2로서 서울시 면적 605.52km2의 3.9%를 차지한다. 13개 동 중에서 가장 큰 면적을 관할하는 동은 우이동으로 10.95km2(구 전체면적의 46.4%)이며 가장 작은 동은 번 제1동으로 면적은 0.55km2(구 전체면적의 1.3%)이다. 강북구는 서울특별시의 동북단에 위치해 있으며 동쪽은 노원구, 도봉구, 서쪽은 경기도 고양시, 남쪽은 성북구, 북쪽은 경기도 양주시, 도봉구와 경계를 이루고 있는 서울의 외곽 지역이다. 지형적으로는 서부산지, 중앙저지, 동부산지로 구분되며 서부의 산지는 태백산맥 철령 부근에서 갈라져 서남쪽으로 달리는 광주산맥 지맥의 일부로 이 광주산맥은 서울 부근에 이르러 웅장한 산세를 이루게 된다. 지질은 중생대 말에 관입한 화강암이 지반의 상승과 침식작용으로 지표에 노출된 후 절리와 표면의 풍화작용으로 지금의 모습과 같이 산세가 험준하고 경사가 심한 암벽 봉우리를 형성하게 되었다.

### 기후
인근에 북한산이 있고 시 외곽에 위치해 있으며 1990년 이후 강수량이 감소하면서 맑은 날씨의 일수가 증가하고 있다. 하절기에 강수량이 많고 사계절이 뚜렷한 온대몬순 기후를 나타내고 있으며, 산지가 많은 강북구는 도심에 근접해 있으면서도 서리와 눈을 많이 볼 수 있어 도심과 비교하여도 계절의 변화를 뚜렷이 느낄 수 있다.

## 행정 구역

행정구역도

강북구의 행정 구역은 미아동, 번동, 수유동, 우이동 4개의 법정동과 13개의 행정동으로 구성되어 있다. 강북구의 면적은 23.60km2로서 서울시 면적 605.21km2의 3.90%에 해당하며, 인구는 2012년 12월 31일을 기준으로 142,150세대, 346,493명이다.
| 행정동   | 한자     | 면적 (km2) | 세대    | 인구 (명) |
| -------- | -------- | ---------- | ------- | --------- |
| 삼양동   | 三陽洞   | 0.95       | 13,088  | 31,872    |
| 미아동   | 彌阿洞   | 0.73       | 10,534  | 24,615    |
| 송중동   | 松中洞   | 1.22       | 14,039  | 33,998    |
| 송천동   | 松泉洞   | 0.88       | 14,086  | 32,293    |
| 삼각산동 | 三角山洞 | 0.62       | 11,980  | 34,542    |
| 번1동    | 樊1洞    | 0.55       | 9,723   | 21,222    |
| 번2동    | 樊2洞    | 1.25       | 7,931   | 19,877    |
| 번3동    | 樊3洞    | 0.86       | 7,823   | 21,309    |
| 수유1동  | 水踰1洞  | 1.07       | 10,015  | 23,557    |
| 수유2동  | 水踰2洞  | 0.73       | 9,206   | 23,347    |
| 수유3동  | 水踰3洞  | 0.86       | 10,971  | 24,201    |
| 우이동   | 牛耳洞   | 10.95      | 8,894   | 21,734    |
| 인수동   | 仁壽洞   | 2.93       | 13,860  | 33,926    |
| 강북구   | 江北區   | 23.60      | 142,150 | 346,493   |

## 인구
서울특별시 강북구의 연도별 인구(내국인) 추이
| 연도   | 총인구    |  |
| ------ | --------- |  |
| 1995년 | 389,974명 |  |
| 2000년 | 340,327명 |  |
| 2005년 | 338,422명 |  |
| 2010년 | 322,587명 |  |
| 2015년 | 319,992명 |  |

## 교통

### 철도
- 서울교통공사

- ● 서울 지하철 4호선

(도봉구) ← 수유역 - 미아역 - 미아사거리역 → (성북구)
- 우이신설경전철

- ● 서울 경전철 우이신설선

북한산우이역 - 솔밭공원역 - 4.19민주묘지역 - 가오리역 - 화계역 - 삼양역 - 삼양사거리역 - 솔샘역 → (성북구)

## 교육 기관

### 고등학교
| - 삼각산고등학교 - 성암국제무역고등학교 | - 솔샘고등학교 - 신일고등학교 | - 영훈고등학교 - 창문여자고등학교 | - 혜화여자고등학교 |

### 중학교
| - 강북중학교 - 번동중학교 - 삼각산중학교 - 서라벌중학교 - 성암여자중학교 - 솔샘중학교 - 수송중학교 | - 수유중학교 - 신일중학교 - 영훈국제중학교 - 인수중학교 - 창문여자중학교 - 화계중학교 |

### 특수학교
| - 서울다원학교 - 서울애화학교 - 서울정인학교 - 서울효정학교 - 한빛맹학교 |

### 대학교
| - 성신여자대학교 운정캠퍼스 - 한신대학교 서울캠퍼스 - 강북마을대학 행복상상 |

### 원격대학
| - 서울사이버대학교 |

### 대학원대학교
| - 개신대학원대학교 - 한신대학교신학전문대학원 |

## 관광

### 가볼만한 곳
- 북한산
- 북서울 꿈의숲
- 국립4·19민주묘지
- 솔밭공원

### 문화재
- 봉황각 - 서울특별시 유형문화재 제2호
- 도선사 마애불입상 - 서울특별시 유형문화재 제34호
- 화계사대웅전 - 서울특별시 유형문화재 제65호
- 도선사 석 독성상 - 서울특별시 유형문화재 제192호
- 서울 번동 창녕위궁재사 - 등록문화재 제40호
- 서울 이준 묘소 - 등록문화재 제514호
- 서울 손병희 묘소 - 등록문화재 제515호
- 서울 이시영 묘소 - 등록문화재 제516호
- 서울 김창숙 묘소 - 등록문화재 제518호
- 서울 신익희 묘소 - 등록문화재 제520호
- 서울 여운형 묘소 - 등록문화재 제530호

### 전통사찰
- 도선사
- 화계사
- 보광사
- 삼성암
- 용덕사
- 백련사

## 자매 도시
| 지역 & 국가 | 도시           | 도시                    |
| ----------- | -------------- | ----------------------- |
| 대한민국    | 강원특별자치도 | 고성군                  |
| 대한민국    | 경기도         | 양평군                  |
| 대한민국    | 경상북도       | 김천시                  |
| 대한민국    | 전라남도       | 보성군                  |
| 대한민국    | 충청남도       | 당진시                  |
| 인도네시아  | 욕야카르타     | 욕야카르타 특별주       |
| 일본        | 도야마현       | 나카니카와군 다테야마정 |
| 중국        | 랴오닝성       | 선양시 다둥구           |
| 중국        | 상하이시       | 자딩구                  |